# Pont Vell de Sant Antolí
El pont Vell de Sant Antolí és una obra de Ribera d'Ondara (Segarra) inclosa a l'Inventari del Patrimoni Arquitectònic de Catalunya.

## Descripció
Situat dins del poble de Sant Antolí i Vilanova s'aixeca aquest pont, obrat amb pedra sorrenca a base de carreus ben picats i escairats, de dos ulls i amb tallamar afegit de planta angular a l'entrada del riu i arrodonit a la sortida. A banda i banda del pont, ambdues ribes, s'hi basteixen forts murs de contenció que s'integren a l'estructura del pont per tal de reforçar-lo. L'estructura superior del seu pas ha estat modificada, i s'ha reforçat a partir d'una estructura amb bigues de ferro i rejuntat amb ciment.

## Història
En origen aquest pont presentava una imatge diferent; obrat amb carreus i de dos ulls d'arc de mig punt. Actualment, a causa de la seguretat viària es va reforçar el pas superior mitjançant bigues de formigó armat.